# Jeanne-Françoise Quinault
Jeanne-Françoise Quinault-Dufresne (Estrasburg, 13 d'octubre de 1699 - París, 18 de gener de 1783) fou una actriu francesa i també salonnière.

## Actriu i escriptora
Alguns autors la suposen nascuda a París. Havent-hi ingressat al 1718, debutà en el teatre de la Comédie Française en els papers tràgics, com el de Fedra, en l'obra de Racine', tot i que més tard s'adonà que no eren aquests els que més s'adaptaven a les seves disposicions artístiques, i en desenvolupà d'altres, com el de minyona, en els quals ratllà a gran alturaː les de les comèdies La Surprise de l'amour, de Marivaux, i Le Glorieux, de Destouches, per exemple. Creà el rol de Céliante, de l'obra Le Philosophe marié, i altres, en els quals desplegà molta gràcia i vivesa d'esperit. El 1741 es retirà de l'escena.
En l'àmbit teatral, Jeanne-Françoise Quinault, va desenvolupar la comèdia sentimental, precursora del romanticisme, i va promoure la carrera d'actors i autors coetanis seus. Durant un període de diversos mesos a partir del desembre de 1731, es va unir amb un grup de set amics més produir regularment entreteniments teatrals alegres, sovint paròdics i satírics, que van anomenar lazzis, un terme de la Commedia dell'arte que significa pantomima còmica. Entre els altres lazzistes hi havia la cunyada de Jeanne, antigament Mlle de Seine; la seva cosina Mlle Balicourt, que s'havia unit a la Comédie-Française el 1727; el poeta i dramaturg Alexis Piron; el Comte de Caylus; Jean-Frédéric Phélypeaux, comte de Maurepas, el filòsof i finacier Claude-Adrien Helvétius, el poeta François-Antoine Devaux i Charles-Alexandre Salley. Els lazzistes no van ser l'únic grup d'aquest tipus que Jeanne-Françoise Quinault va freqüentar en aquest període, però destaca perquè van mantenir un registre de les seves activitats que recentment ha estat redescobert i publicat.

## Salonnière
Dotada d'un enginy poc comú, tingué un dels salons socials i literaris més freqüentats en el segle xviii, al qual anomenà Société du Bout du banc. Les trobades tenien lloc els dilluns a l'hora de sopar a casa de la senyora Quinault, a la rue de Sainte-Anne –després rue d'Anjou i actualment rue de Neslé. Hi acudien els escriptors i enciclopedistes Voltaire, d'Alembert, Marivaux, Françoise de Graffigny, Rousseau, Charles Pinot Duclos, Diderot, Grimod de La Reynière, Crébillon fill, Marivaux Saint-Lambert, Friedrich Melchior, Baron von Grimm, Fagan de Lugny, Charles Collé, Alexis Piron, l'abat de La Marre, el cavaller Louis Caron-Destouches, Pierre-Thomas-Nicolas Hurtaut i altres, com l'antiquari comte de Caylus, o el polític comte de Maurepas, amb els quals va mantenir una estreta correspondència i permanent col·laboració.

## Família Quinault
Aquesta actriu fou coneguda com a Quinault cadette, per a distingir-la de la seva germana gran, Marie-Anne-Catherinee Quinault, Quinault l'ainée. A més de les seves germanes Marie-Anne-Catherine i Françoise, Jeanne-Françoise va tenir uns altres dos germans també actors distingits de teatre (Jean-Baptiste-Maurice i Abraham i també n'era l'esposa d'aquest últim, Catherine-Jeanne Dupré).